# Stadion Letná (Zlín)
Das Stadion Letná ist ein Fußballstadion in der tschechischen Stadt Zlín, Okres Zlín, Zlínský kraj. Es wird als Heimspielstätte des Fußballvereins FC Zlín genutzt. Es bietet auf seinen Rängen 6.089 Sitzplätze. Die Anlage liegt im Stadtzentrum und dicht hinter der Südtribüne verläuft der Fluss Dřevnice. 2006 wurde das Stadion durch die Osttribüne ergänzt. Seit 2009 besitzt das Spielfeld eine Rasenheizung. Das Stadion Letná war ein Spielort der U-16-Fußball-Europameisterschaft 1999.

## Tribünen
Auf den Tribünen stehen den Besuchern 5898 Plätze zur Verfügung.  Die 2003 installierte Flutlichtanlage leistet 1600 Lux Beleuchtungsstärke. Der Parkplatz im Komplex bieten Platz für zwei Busse und 90 Pkw.
- Gesamtkapazität: 5898 Plätze
- Überdachte Sitzplätze: 4367
- Nicht überdachte Sitzplätze: 1531
- Haupttribüne: 1831 Plätze, West, überdacht
- Osttribüne: 1548 Plätze, Gegengerade, überdacht
- Südtribüne: 988 Plätze, Hintertortribüne, überdacht
- Nordtribüne: 1531 Plätze, Hintertortribüne, unüberdacht
- V.I.P.-Plätze: 199
- Medienbereich: 56 Plätze

## Galerie

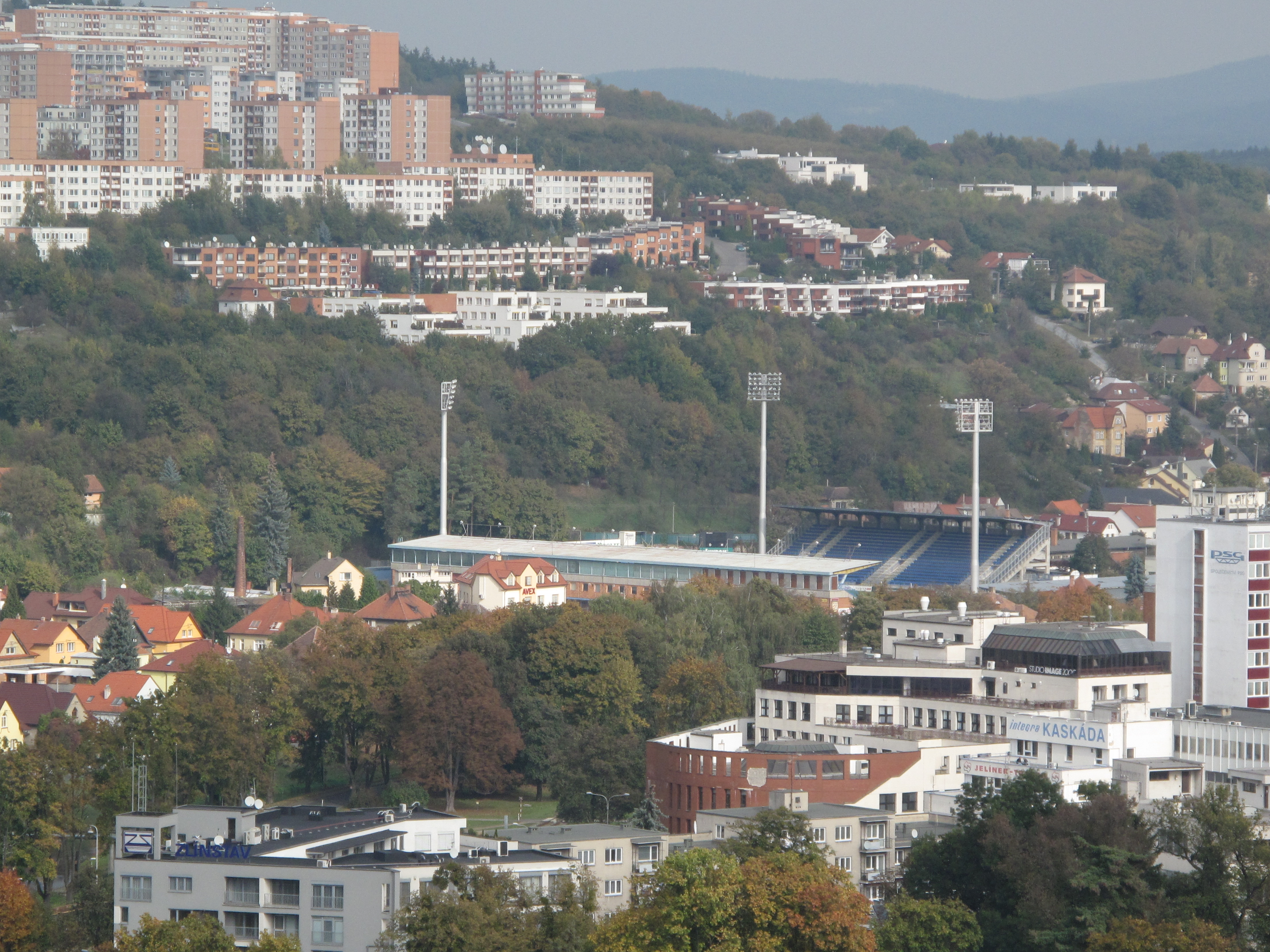
Blick auf das Stadion (2011)
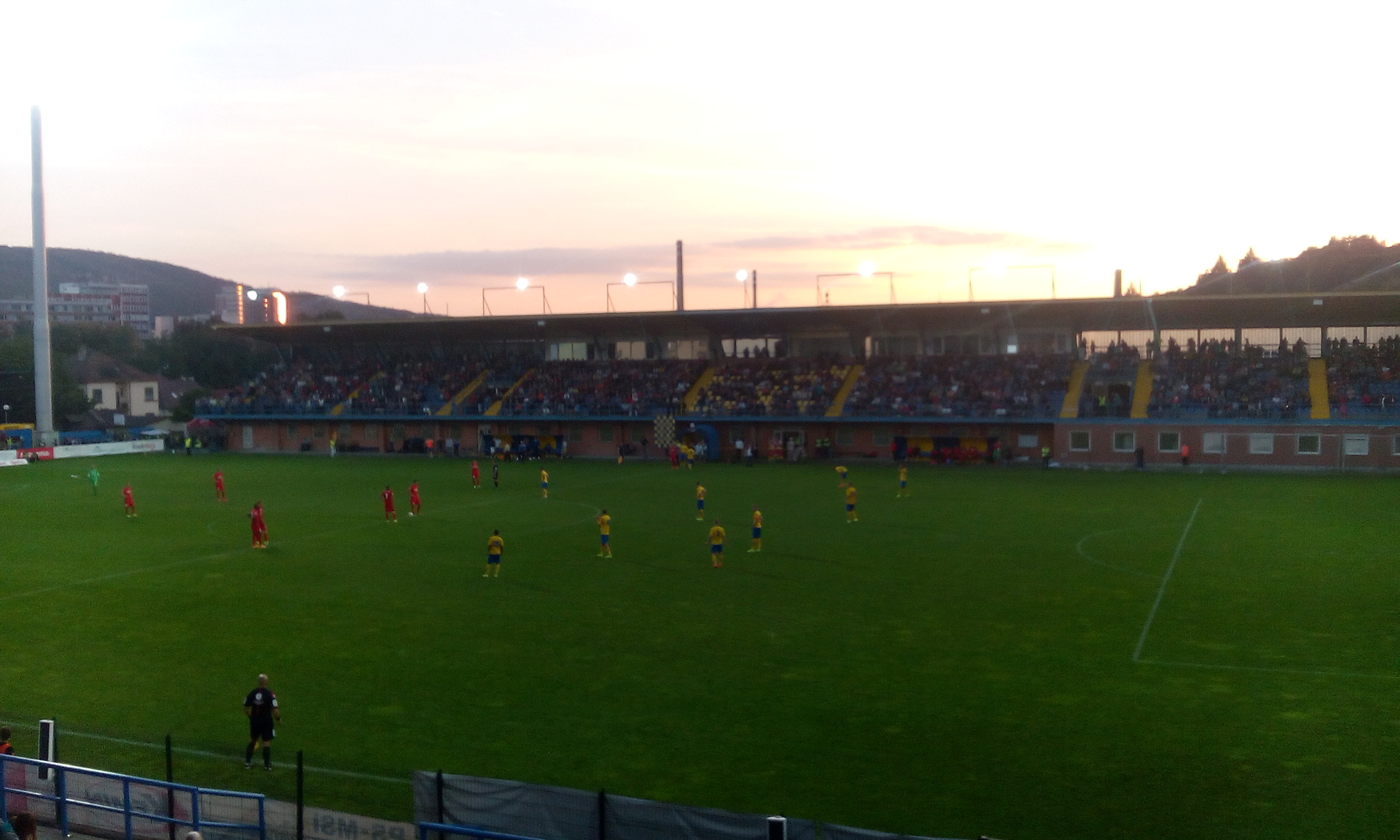
Die Haupttribüne im Westen (2015)
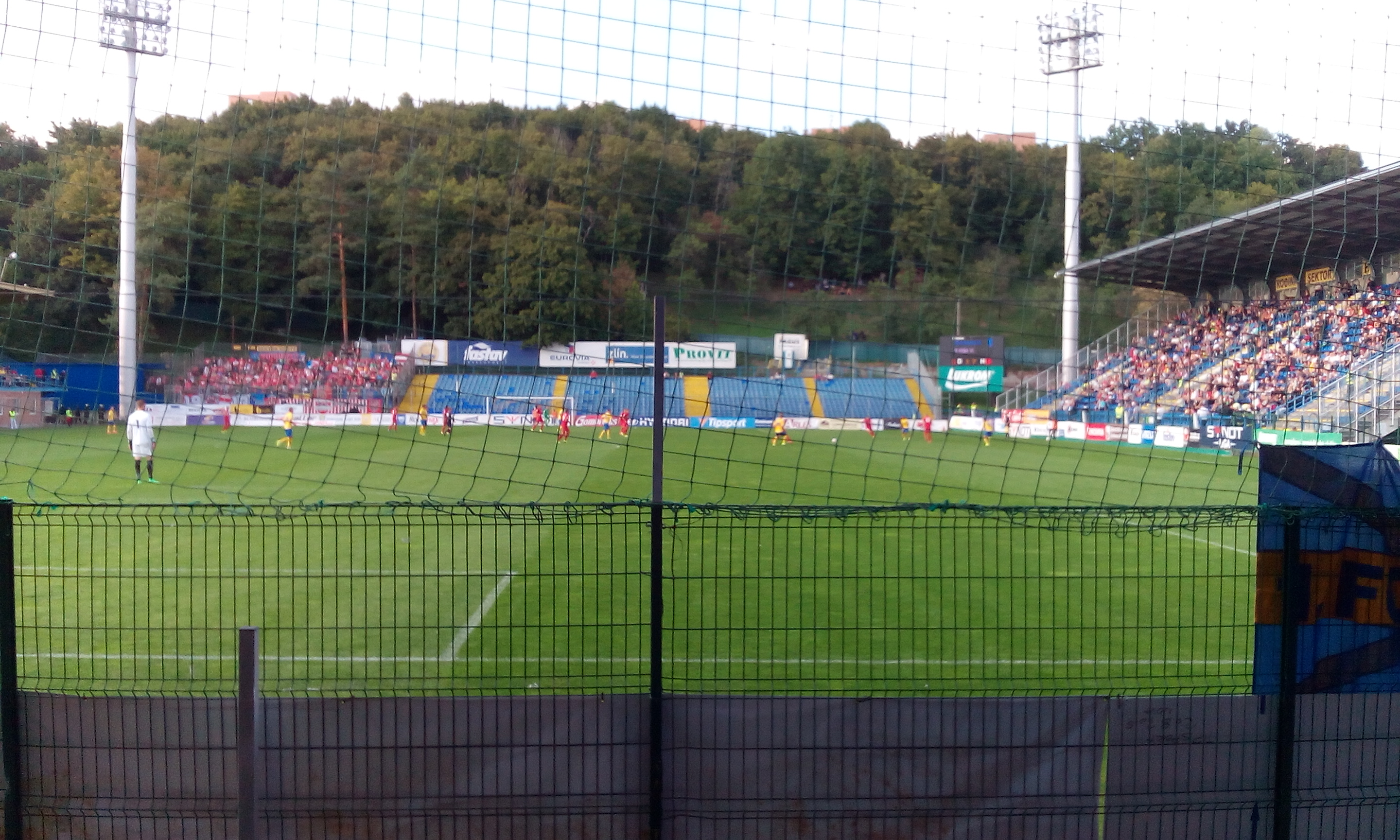
Blick auf die Nordtribüne (2015)
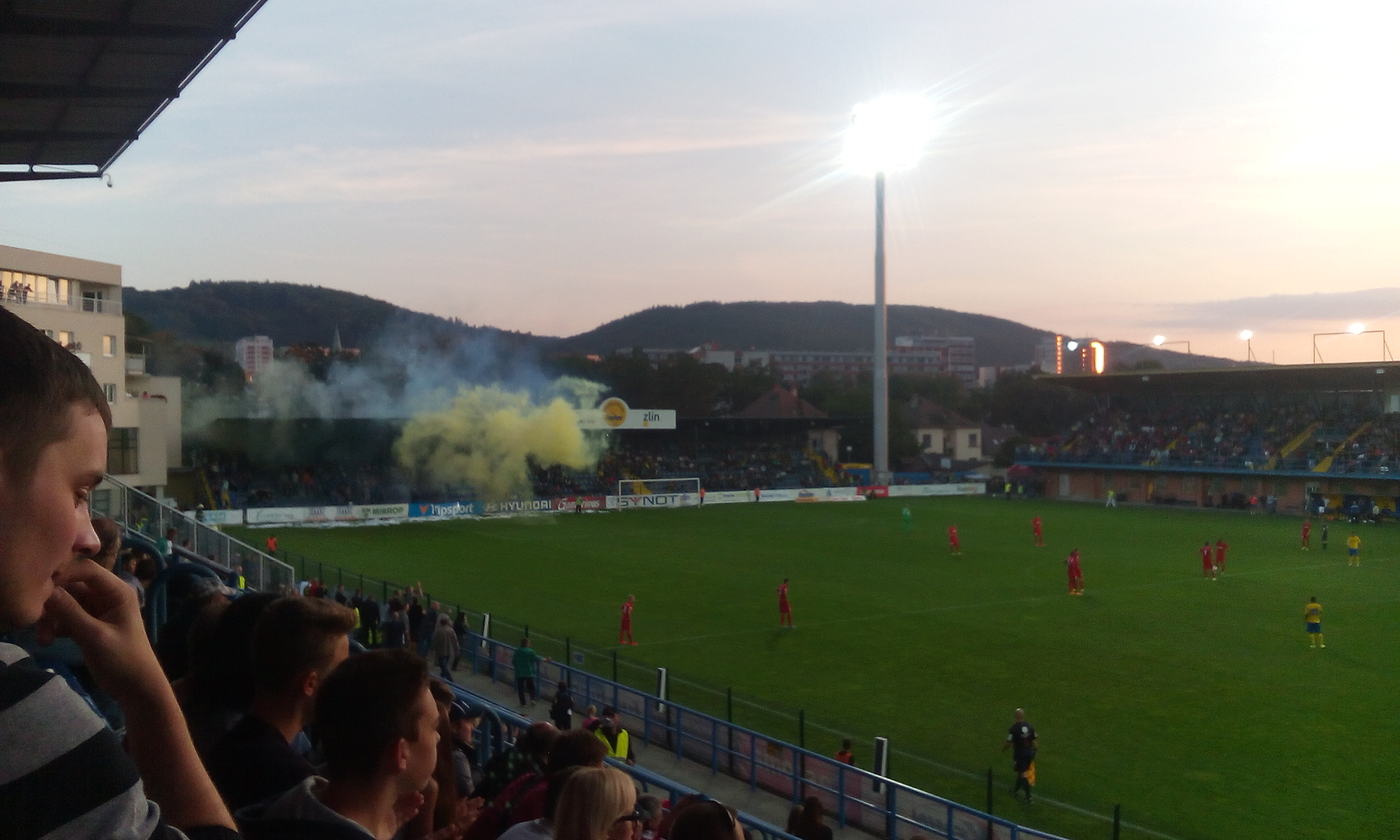
Die Südtribüne (links, 2015)
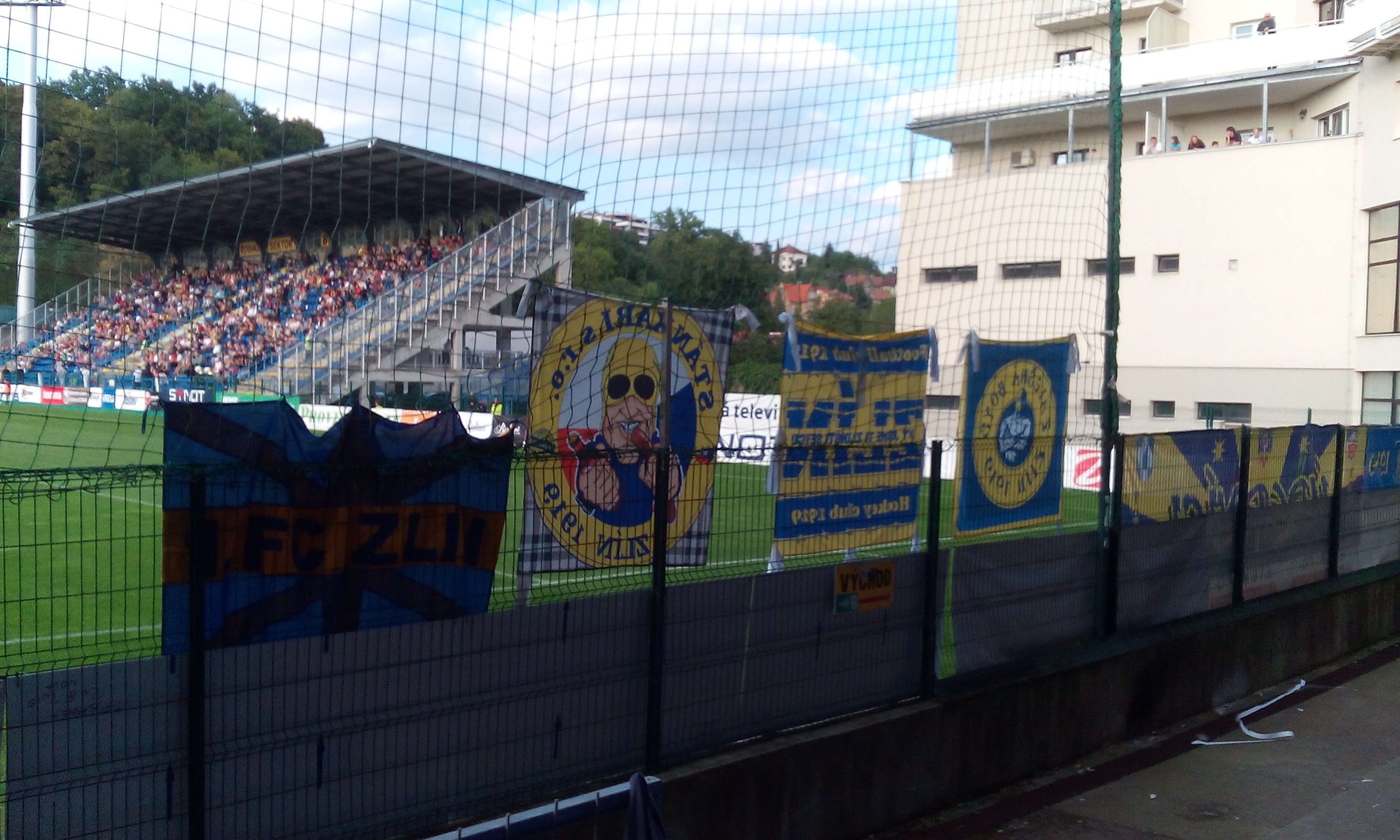
Im Hintergrund die Osttribüne (2015)